# 上瓦爾特山
47°18′06″N 11°20′02″E / 47.30167°N 11.33389°E

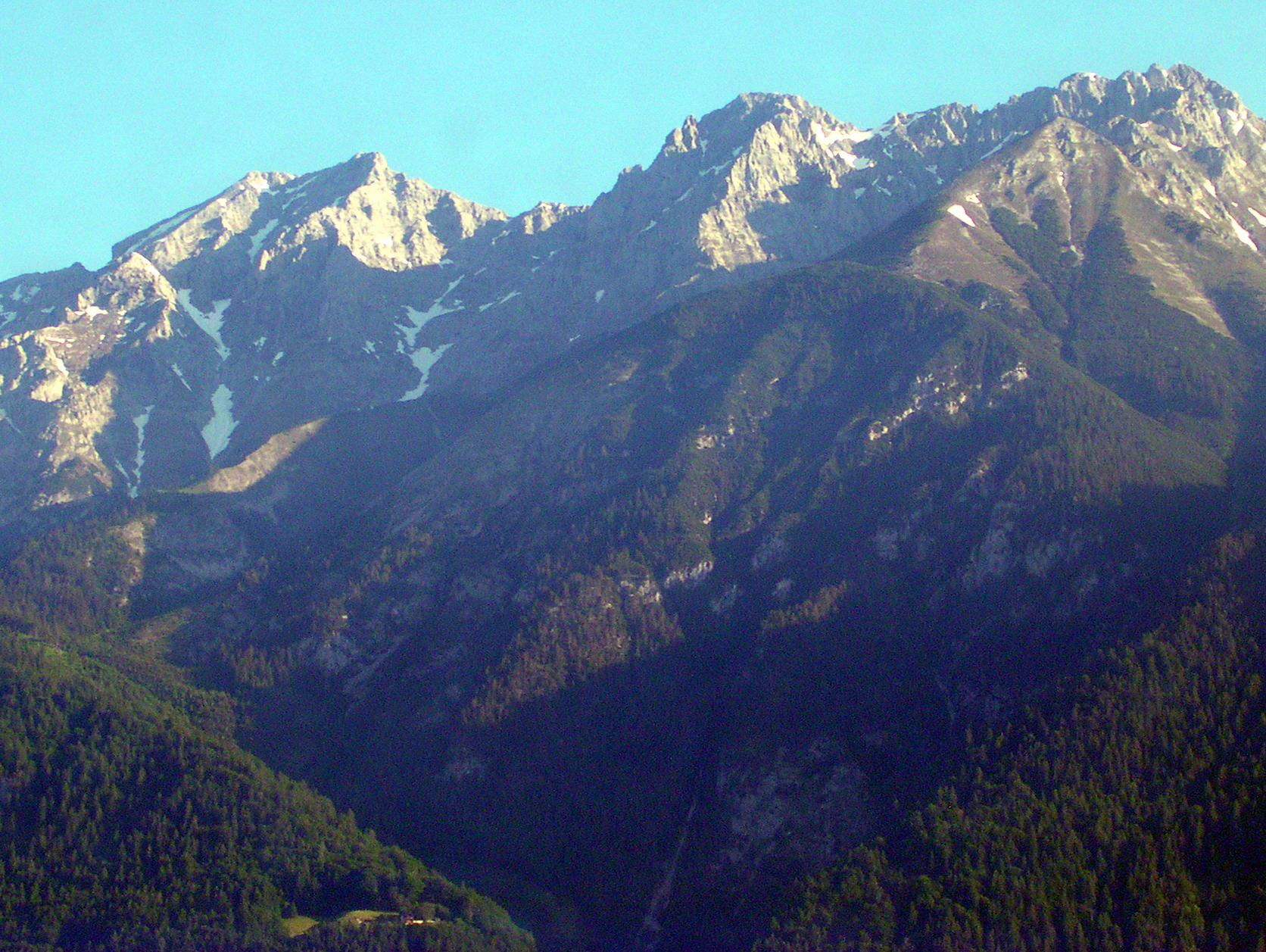

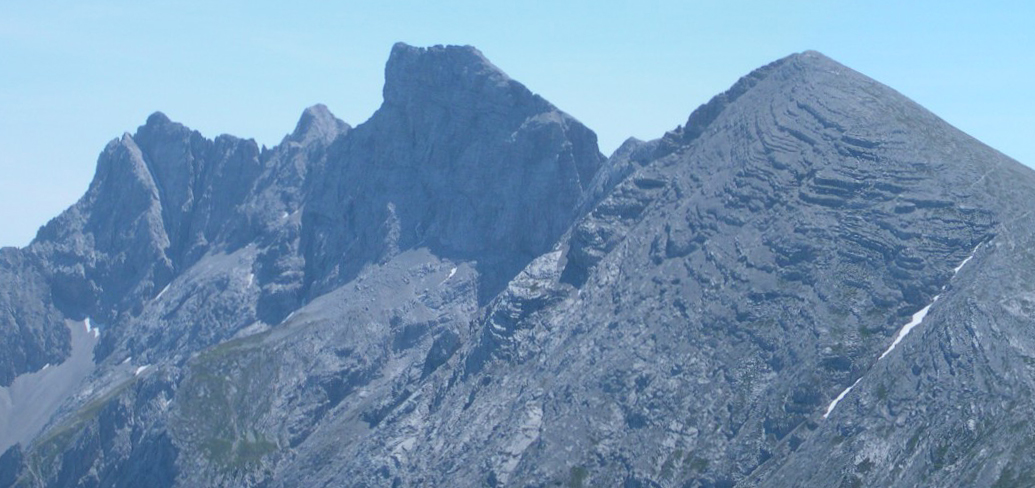

上瓦爾特山（德語：Hohe Warte），是奧地利的山峰，位於該國西部，由蒂羅爾州負責管轄，屬於卡爾文德爾山脈的一部分，距離後布蘭德約赫峰0.4公里，海拔高度2,597米，人類在1870年首次登頂。